# George Lee Butler
Pour les articles homonymes, voir Butler.
George Lee Butler dit Lee Butler, né le 17 juin 1939 à Fort Benning, est un militaire américain.
Il est le dernier commandant du Strategic Air Command de 1991 à 1992 et le commandant en chef de l'United States Strategic Command de 1992 à 1994. Il a participé à la guerre du Viêt Nam et à la guerre froide.
Après sa retraite de l'armée, il est devenu actif dans le mouvement de désarmement nucléaire, appelant notamment à l'abolition pure et simple des armes nucléaires.